# Debian-derivater
Debian derivater er Linux-distributioner, som er bygget på Debian GNU/Linux

## Liste over Debian-derivater
- Knoppix
- Kubuntu (Ubuntu med KDE)
- Libranet
- Linspire (Tidligere kendt som Lindows).
- Morphix
- Progeny
- Skolelinux
- Stormix
- Ubuntu
- Xandros
- Xubuntu (Ubuntu med Xfce)

Listen er ikke fuldendt.